# Marnaves
Marnaves is een gemeente in het Franse departement Tarn (regio Occitanie) en telt 79 inwoners (2009). De plaats maakt deel uit van het arrondissement Albi.

## Geografie
De oppervlakte van Marnaves bedraagt 10,6 km², de bevolkingsdichtheid is dus 7,5 inwoners per km².
De onderstaande kaart toont de ligging van Marnaves met de belangrijkste infrastructuur en aangrenzende gemeenten.

## Demografie
Onderstaande figuur toont het verloop van het inwonertal (bron: INSEE-tellingen).